# Hartay Csaba
Hartay Csaba (Gyula, 1977. június 16.) magyar költő, író, blogger.

## Élete és pályafutása
Gyermekkorát Szarvason töltötte. 1996-ban érettségizett a szeghalmi Péter András Gimnáziumban. 2002-ben újságíró-korrektor szakképesítést szerzett Budapesten a Népszabadság Oktatási Központban. 2003 és 2005 között újságíróként dolgozott a Békés Megyei Hírlapnál. Tárcái, jegyzetei megjelentek a Népszabadságban is.
1997-ben jelent meg első verse a Sárkányfűben, azóta publikál rendszeresen irodalmi folyóiratokban. Verseit azóta többek közt a Kalligram, az Élet és Irodalom, a Népszabadság, az Alföld, a Bárka, a Prae, a Tiszatáj, a Műút, a Forrás, az Új Forrás, a Kortárs, a Palócföld, a Magyar Napló és az Irodalmi Jelen közölte. Tagja a Szépírók Társaságának és a József Attila Körnek.
2005 óta családi vállalkozásban egy szarvasmarha telepen dolgozik. A szépirodalom mellett 2009 és 2019 között vezette közkedvelt humorblogját Viharsarki kattintós címmel, amely 2010-ben kilencedik helyezett lett a HVG Goldenblog versenyén.
2008-ig hat verseskötete jelent meg. Hetedik verseskötete 2012-ben A jövő régészei címmel jelent meg a Prae.hu gondozásában. Első, önéletrajzi ihletésű regénye 2013-ban Lerepül a hülye fejetek címmel jelent meg a Podmaniczky Művészeti Alapítvány kiadásában. Második regénye 2015-ben Nem boci! címmel jelent meg az Athenaeum Kiadó gondozásában.
2006-ban Körösök Gyöngye díjat kapott. 2009-ben második helyezett lett a Litera.hu Nemzeti állatkert című tehetségkutató pályázatán. 2010-ben megkapta a Bárka irodalmi folyóirat Bárka-díját. 2013-ban első helyezett lett a Litera.hu Újraértelmező szótár című nyílt pályázatán. 2015-ben Szarvas város kulturális életéért díjat, illetve Megyei Prima Díjat kapott, és az M1 egy portréfilmet forgatott róla, ami a Tessék! című műsorban került adásba.
Nyolcadik verseskötete Fényképavar címmel 2016-ban jelent meg a Kalligram Könyvkiadó gondozásában. Ugyanebben az évben látott napvilágot harmadik regénye Holtág címmel az Athenaeum Kiadó gondozásában. 2017-ben elnyerte a Szarvasért Alapítvány díját, amelyet minden évben egy arra érdemes, Szarvas város hírnevét öregbítő személyiségnek ítélnek oda. Kilencedik verseskötete Átkiáltani az őszbe címmel 2020-ban jelent meg a Scolar Kiadó Scolar L!ve sorozatában.

## Művei

### Önálló könyvei

#### Verseskötetei
- Vakuljon meg az árnyék, versek, Szarvasi Krónika Kiskönyvtára, Szarvas, 1996
- Gyertyataposás, versek, Mokos József Kör, Békéscsaba, 1998
- Az idegen irány, versek, Barbaricum Könyvműhely, Karcag, 2001
- Időviszony, versek, Barbaricum Könyvműhely, Karcag, 2003
- Éji magtár, versek, Pauz-Westermann, Celldömölk, 2006
- Nyúlzug – Válogatott és új versek, versek, Podmaniczky Művészeti Alapítvány, Balatonboglár, 2008
- A jövő régészei, versek, Prae.hu, Budapest, 2012
- Fényképavar, versek, Kalligram Könyvkiadó, Budapest, 2016
- Átkiáltani az őszbe, versek, Scolar Kiadó, Budapest, 2020

#### Prózakötetei
- Lerepül a hülye fejetek, regény, Podmaniczky Művészeti Alapítvány, Balatonboglár, 2013
- Nem boci! Tejbe aprított irodalom; Athenaeum, Bp., 2015
- Holtág, regény, Athenaeum Kiadó, Budapest, 2016
- Rajongók voltunk, novellák, Athenaeum Kiadó, Budapest, 2018
- Köszönöm a befogadást!, humoreszkek, Athenaeum Kiadó, Budapest, 2019
- Lerepül a hülye fejetek, regény (második kiadás, átdolgozott változat), Scolar Kiadó, Budapest, 2021
- Joe és Jen csodálatos utazása a gyilkolás terhe alatt, regény, Scolar Kiadó, Budapest, 2022
- Még nem is játszottunk, kisprózák, Scolar Kiadó, Budapest, 2023

### Antológiák
- Szevasz – Huszonöt kortárs novella, Tilos az Á, 2021
- Most múlik – Harminc magyar író az emberi méltóságról, Open Books, 2021
- Szép versek 2020-2021, Magvető, 2021
- Ők is boldogan éltek? Mesehősök utóélete, a férfi változat, Cser, 2019
- Szép versek 2019, Magvető, 2019
- A mindenség szerelmese – Juhász Ferenc 90, Helikon, 2018
- Szép versek 2018, Magvető, 2018
- Szép versek 2017, Magvető, 2017
- Szép versek 2016, Magvető, 2016
- InstaVers antológia, Athenaeum, 2016
- Verslavina – A nő meg a férfi, Athenaeum, 2016
- Szép versek 2014, Magvető, 2014
- Szép versek 2013, Magvető, 2013
- Szép versek 2011, Magvető, 2011

## Díjak, ösztöndíjak
- Körösök Gyöngye díj, 2006
- Litera.hu Nemzeti állatkert tehetségkutató pályázat második helyezett, 2009
- Bárka-díj, 2010
- Litera.hu Újraértelmező szótár nyílt pályázat, első helyezett, 2013
- Szarvas város kulturális életéért díj, 2015
- Megyei Prima Díj, 2015
- Szarvasért Alapítvány díja, 2017

## Interjúk
- Hartay Csaba görbe tükröt tart a Facebook népe elé Archiválva 2019. június 8-i dátummal a Wayback Machine-ben, BEOL, 2019. június 8.
- "Ízlelgetem a bort, de nem érzem a lila bogyókat, sündisznók lépteit..." – Hartay Csabával beszélgettünk a Köszönöm a befogadást című prózakötetéről, Nullahategy, 2019. május 27.
- Iszonyat baromságokat műveltünk, Kortárs Online, 2018. szeptember 11.
- Író és tehenész Archiválva 2015. augusztus 3-i dátummal a Wayback Machine-ben, 168 óra, 2015. június 4.
- Megkérdeztük Hartay Csabát, Bárka Online, 2015. június 4.
- „Lehetsz sikeres, csak előtte tessék celebnek lenni”, HVG.hu, 2015. május 20.
- Hartay: Elférek a költővel egy istállóban Archiválva 2015. október 16-i dátummal a Wayback Machine-ben, KönyvesBlog, 2015. április 22.